# Alluaudomyia sagaensis
Alluaudomyia sagaensis är en tvåvingeart som beskrevs av Tokunaga 1940. Alluaudomyia sagaensis ingår i släktet Alluaudomyia och familjen svidknott. Inga underarter finns listade i Catalogue of Life.